# حسن ناظر
حسن ناظر کارگردان، تهیه‌کننده و تدوینگر ایرانی است. او رئیس هیئت داوران نهمین جشنواره بین‌المللی فیلم سارک بود.

## حرفه
حسن ناظر فارغ‌التحصیل رشته سینما از دانشگاه آبردین اسکاتلند و رشته تئاتر از آموزشگاه حمید سمندریان است. سومین فیلم او آرمان‌شهر برنده پنج جایزه از جشنواره‌های بین‌المللی فیلم شد و نماینده افغانستان در هشتاد و هشتمین دوره جوایز اسکار در بخش جایزه اسکار بهترین فیلم خارجی‌زبان بود.
این فیلم همچنین برنده جایزه نگاه‌ویژه مسابقه بزرگ ستایش Accolade Global film Competetion در جشنواره بین‌المللی فیلم آمریکا شد. او در تئاتر دایره گچی قفقازی در نقش قاضی جوان به کارگردانی حمید سمندریان ایفای نقش داشته است.

## فیلم‌شناسی

### کارگردان
- برنده‌ها (۲۰۲۲)
- آرمان‌شهر (۲۰۱۵)
- ما همه گناهکاریم
- اینجا ایران
- صبح خاکستر (۱۳۹۱)

### تهیه‌کننده
- ما همه گناهکاریم
- صبح خاکستر (۱۳۹۱)

### تدوینگر
- ما همه گناهکاریم
- صبح خاکستر (۱۳۹۱)